# Litsea martabanica
Litsea martabanica är en lagerväxtart som först beskrevs av Wilhelm Sulpiz Kurz, och fick sitt nu gällande namn av Joseph Dalton Hooker. Litsea martabanica ingår i släktet Litsea och familjen lagerväxter. Inga underarter finns listade i Catalogue of Life.